# Dự án thép 30 tỷ USD
Dự án thép 30 tỷ USD là một siêu dự án của công ty Eminence đầu tư về thép vào khu kinh tế Nghi Sơn tỉnh Thanh Hóa. Đây là dự án đầu tư nước ngoài lớn nhất Việt Nam và cũng là dự án gây nhiều tai tiếng vì thông tin sai sự thật và không có khả thi.

## Scandal
Đây là vụ scandal sau khi chính phủ Việt Nam phát hiện ra công nghệ thép chuyển giao là công nghệ rất lạc hậu và hiện không còn quốc gia nào dùng nữa và, hơn thế, dự án nói sai sự thật về khả năng và thông tin công ty: công suất sản xuất thép khoảng 30 triệu tấn/năm (>2.5 lần công xuất sản xuất thép lớn nhất thế giới 12 triệu tấn/năm bằng công nghệ cũ kỹ) con số hiện chưa có nhà máy thép tiên tiến nào trên thế giới đạt được  Lưu trữ ngày 24 tháng 5 năm 2007 tại Wayback Machine)
Theo dự án gửi chính phủ Việt Nam thì tập đoàn Eminence có địa chỉ tại số 1308 Delaware Avenue Wilmington, De 19806, Mỹ khi kiểm tra thì lại là một văn phòng luật sư và số điện thoại 886-935803800 lại ở Trung Quốc nhưng đều không còn hoạt động  Lưu trữ ngày 24 tháng 5 năm 2007 tại Wayback Machine. Tập đoàn Eminence có 15 công ty con tài sản chỉ có 100 triệu USD làm về dược phẩm, mới được thành lập nhưng lại đầu tư 30 tỷ USD - tức là lớn gấp 3 lần tổng tài sản của công ty thép lớn nhất nước Mỹ là US Steel (10 tỷ USD vào năm 2006). Tập đoàn Eminence loan báo là có Ngân hàng Thế giới, Ngân hàng Phát triển châu Á và Dragon Capital, cùng với nhiều nhà kinh doanh thép và thầu xây dựng cam kết giúp đỡ, nhưng đã bị các nhà tài chính, tư vấn kỹ thuật công nghệ phủ nhận vì họ không hề biết gì về thông tin dự án chuẩn bị đầu tư.
Đến giờ, đại diện của một số định chế vốn đầu tư, tổ chức, tập đoàn được Eminence cho là có cam kết với dự án của Eminence đã lên tiếng phủ nhận thông tin họ có dự định đầu tư dự án này, dù rằng đại diện của Eminence có tìm tới để "chào hàng", và trong đó có Ngân hàng toàn cầu (WB), Ngân hàng tăng trưởng châu Á (ADB) và Dragon Capital.